# Cementiri de Passy

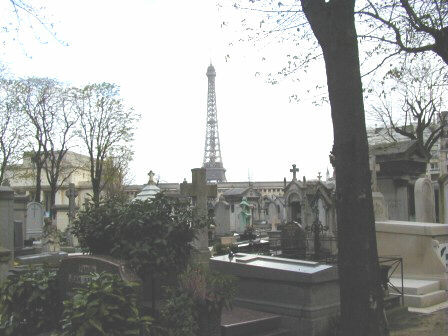
El cementiri de Passy, amb la Torre Eiffel al fons

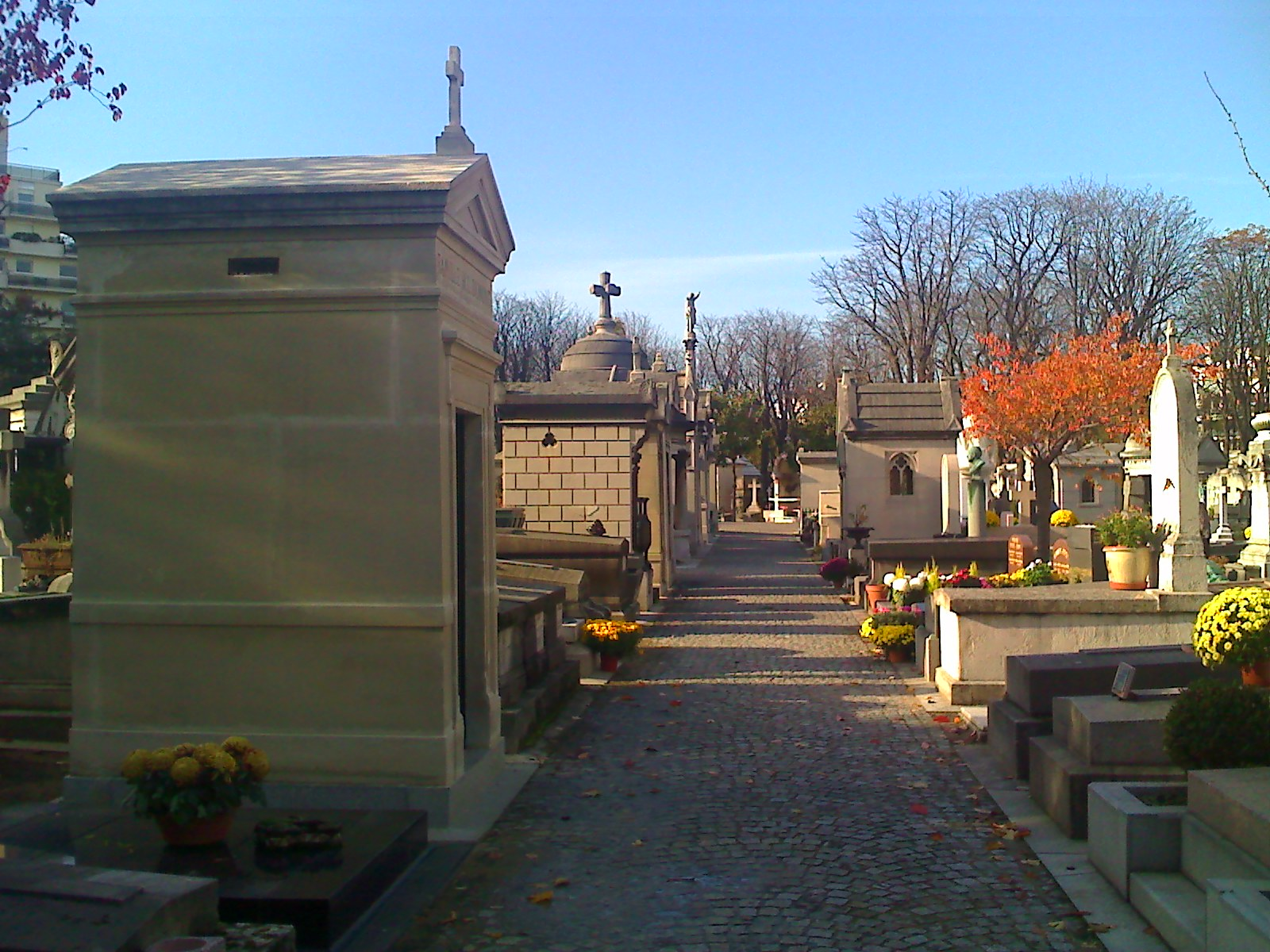
El cementiri de Passy

El cementiri de Passy (cimetière de Passy, en francès) és un cementiri cèlebre de París, situat a la rue du Commandant Schlœsing, 2, al 16è districte.
Al començament del segle xix, diversos nous cementiris van reemplaçar els antics de París. Fora dels límits de la capital van ser creats el cementiri de Montmartre al nord, el cementiri del Père-Lachaise, el cementiri de Belleville a l'est, i el cementiri de Montparnasse al sud. Al cor de la ciutat, va ser construït el cementiri de Passy.
Obert el 1820 als barris residencials i comercials elegants de la riba dreta prop de l'avinguda dels Champs-Élysées, aquest petit cementiri havia esdevingut el 1874 la necròpoli aristocràtica de París. És l'únic cementiri de la ciutat dels que la sala d'espera té calefacció.
Després de la Segona Guerra Mundial, el mur del cementiri de Passy va ser guarnit amb un baix relleu en honor dels soldats. Aquest magnífic cementiri és ombrejat per castanyers i la Torre Eiffel el domina des de la riba oposada del Sena.

## Algunes persones cèlebres que hi són enterrades

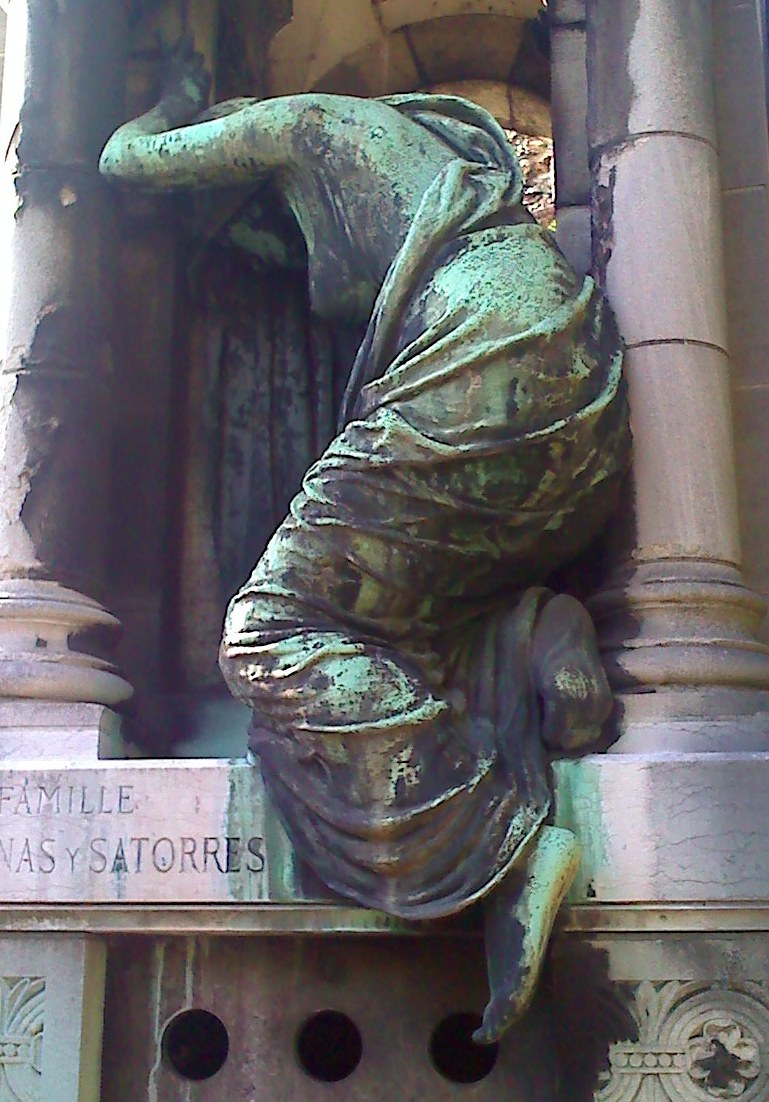
Estàtua a Passy

- Bao-Dai, (1913-1997) 13è i darrer emperador del Vietnam
- Natalie Clifford Barney, (1876-1972) dona de lletres americana
- Edmond Barrachin, (1900-1975) polític francès
- Jean-Louis Barrault, (1910-1994) actor
- Louis-Ernest Barrias, (1841-1905) escultor
- Julia Bartet, (1854-1941) actriu, sobrenomenada «la Divine Bartet»
- Marie Bashkirtseff, (1859-1884) pintora
- Maurice Bellonte, (1896-1984) aviador
- Tristan Bernard, (1866-1947) escriptor
- Julie Bienvenüe, (1860-1950) mariscal Foch
- Édouard Bourdet (1887-1945, Autor dramàtic francès, administrador de la Comédie-Française.
- Francis Bouygues, (1922-1993) fundador del grup de BTP Bouygues
- René Boylesve, (1867-1926) escriptor, acadèmic
- Romaine Brooks, (1766-1842) pintora
- Emmanuel de Las Cases, (1766-1842) l'autor del Memorial de Sainte-Hélène
- Natalia Cheremetievskaïa, (1880-1952) princesa Romanovskaïa-Brassova de Rússia
- Jean Chiappe (1878-1940) polític i administrador francès
- Dieudonné Costes, (1892-1973) aviador
- Francis de Croisset, (1877-1937) autor dramàtic francès
- Marcel Dassault, (1892-1986) constructor d'avions
- Claude Debussy, (1862-1918) compositor
- Diamant-Berger Maurice (André Gillois), escriptor, animador ràdio, resistent al costat del General De Gaulle
- Ghislaine Dommanget, (1900-1991) princesa, esposa de Lluís II de Mònaco
- Jean Drucker, (1941-2003) énarque (promoció Turgot), pioner de l'audiovisual francès.
- Henri Farman, (1874-1958) pioner de l'aviació
- Edgar Faure, (1908-1988) polític francès, President del Consell
- Lucie Faure, (1908-1977) dona de lletres, novel·lista, directora de revista.
- Gabriel Fauré, (1845-1924) compositor
- Hervé Faye, (1814-1902) astrònom
- Fernandel, (1903-1971) actor
- Emmanuel Frémiet, (1824-1910) escultor
- Maurice Gamelin, (1872-1958) oficial militar
- Loulou Gasté, (1908 - 1995) compositor francès.
- Rosemonde Gérard, (1866-1953) escriptor
- James Gordon Bennett júnior, (1841-1918) propietari del New York Herald, fundador de l'International Herald Tribune
- Virgil Gheorghiu, (1916-1992), escriptor
- Jean Giraudoux, (1882-1944) escriptor
- Gabriel Hanotaux, (1853-1944) diplomàtic i historiador
- Paul Hervieu, (1857-1915) escriptor
- Jacques Ibert, (1890-1962), compositor
- Charles Luizet, (1903-1947), prefecte de policia de París
- Georges Mandel, (1885-1944) polític assassinat per la Milícia
- Édouard Manet, (1832-1883) pintor
- André Messager, (1853-1929) compositor, director d'orquestra, director de l'Òpera Garnier
- Alexandre Millerand, (1859-1943) President de la República francesa
- Octave Mirbeau, (1848-1917) periodista, crítica d'art
- Berthe Morisot, (1841-1895) pintor
- Claude Mulot, (1942-1986) realitzador i guionista
- Leila Pahlavi, (1970-2001) princesa iraniana
- Gaston Palewski, (1901-1984) polític francès
- Jean Patou, (1887-1936) creador de mode i de perfum
- François Périer (1919-2002) actor
- Gabrielle Charlotte Réju anomenada Réjane, (1856-1920) actriu
- Madeleine Renaud, (1900-1994) actriu
- Marcel Renault, (1872-1903) industrial de l'automòbil
- Georgui Mikhaïlovitch Romanov, (1910-1931) nebot del tsar Nicolau II de Rússia
- André Siegfried, (1875-1959) escriptor
- Haroun Tazieff, (1914-1998) vulcanòleg
- Sidney Gilchrist Thomas, (1850-1885) enginyer anglès
- Marie Ventura, actriu, soci de la Comédie-Française
- Renée Vivien, (1877-1909) escriptora i poeta
- Louis de Wecker, (1832-1906) oftalmòleg
- Pearl White, (1889-1938) actriu americana

## Galeria

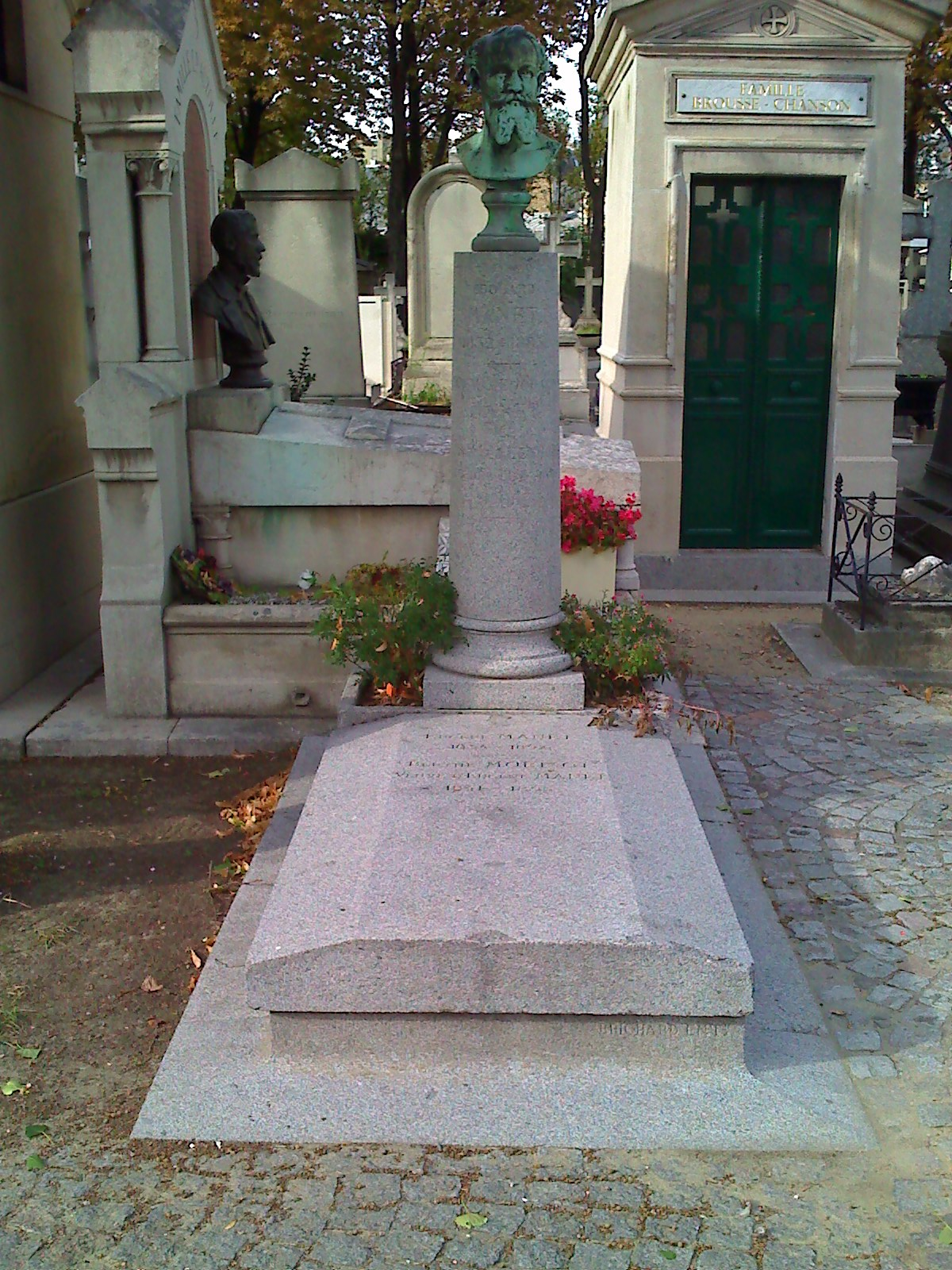
Édouard Manet
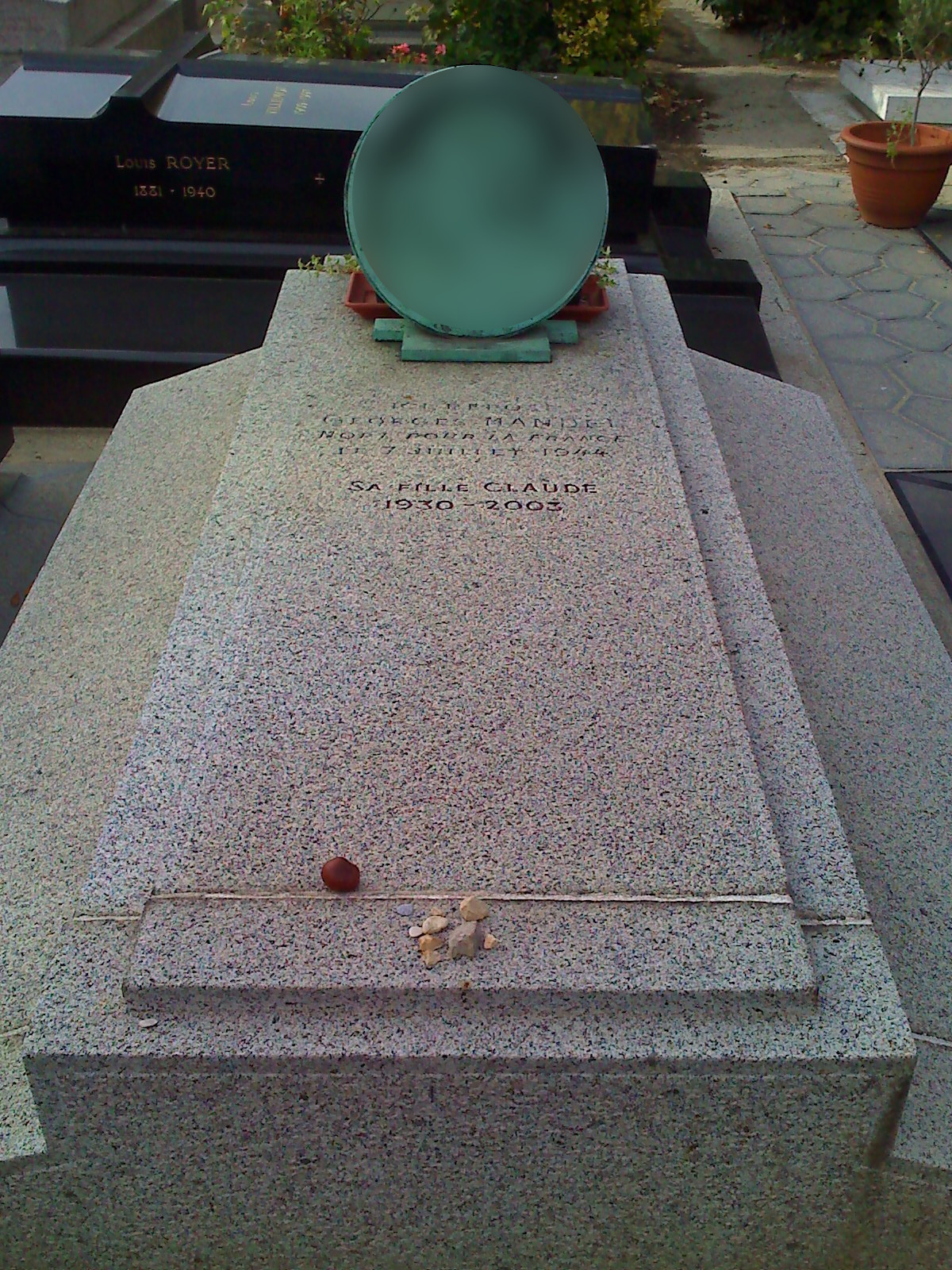
Georges Mandel
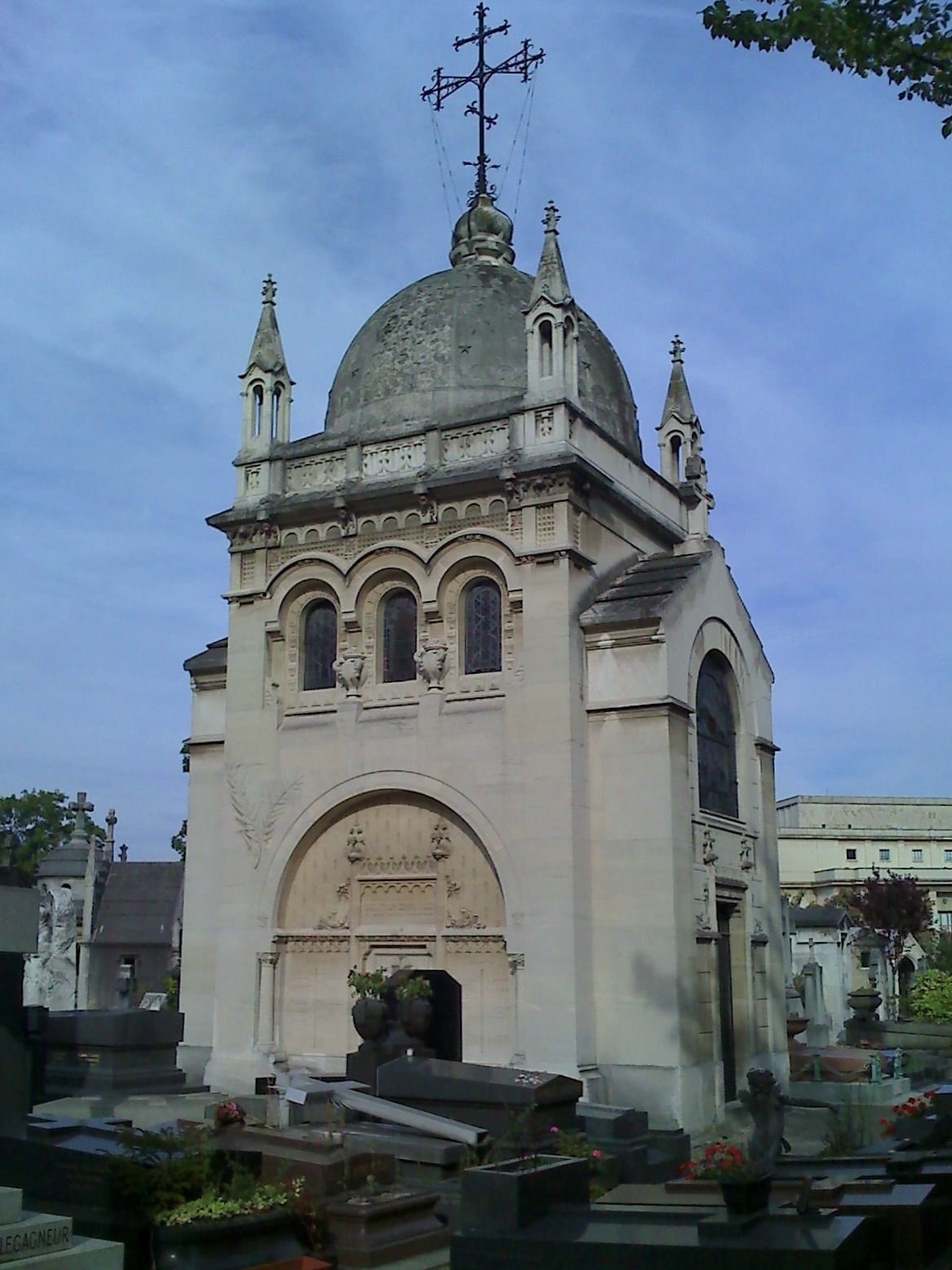
Marie Bashkirtseff
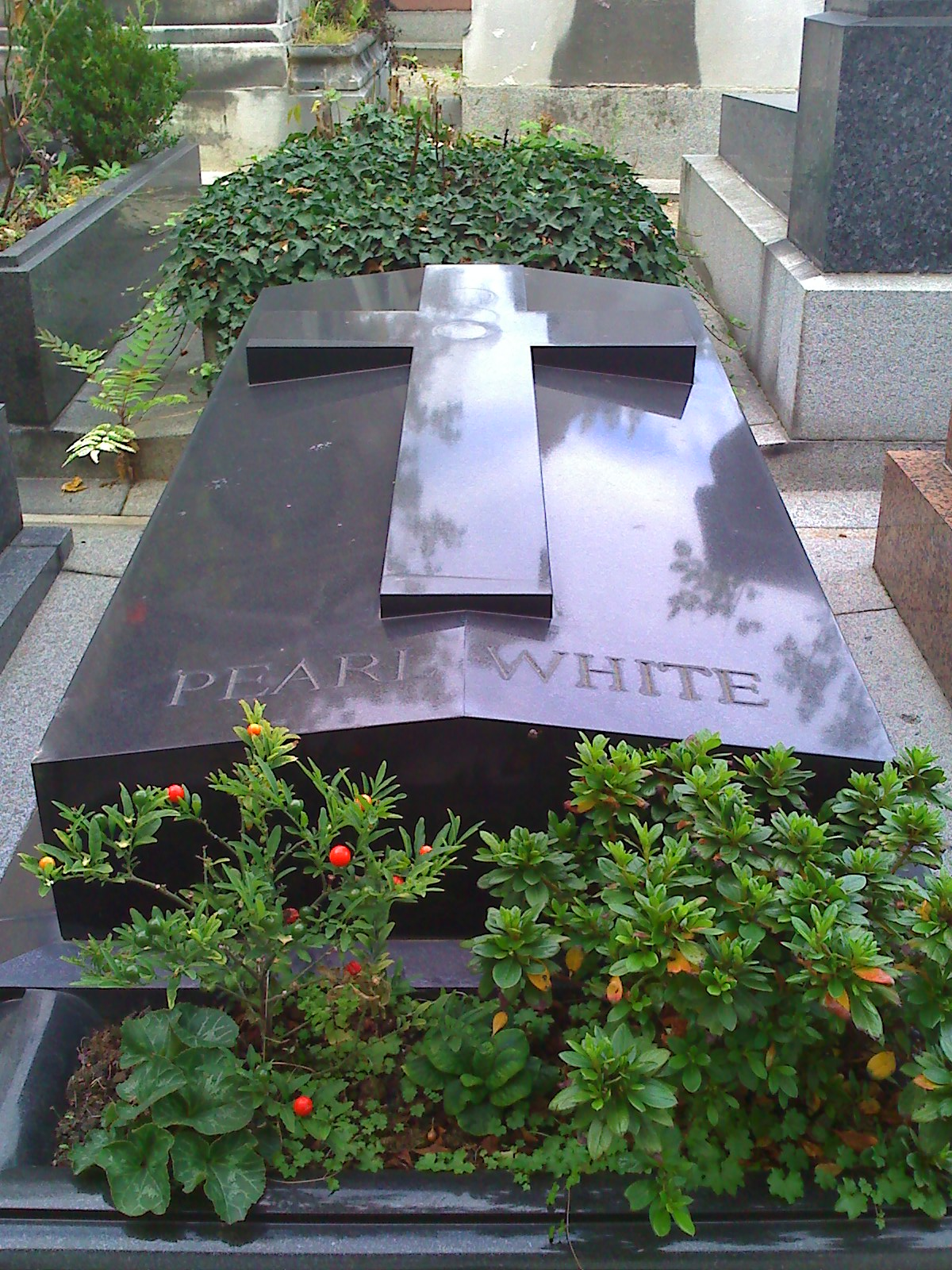
Pearl White